# سس تند

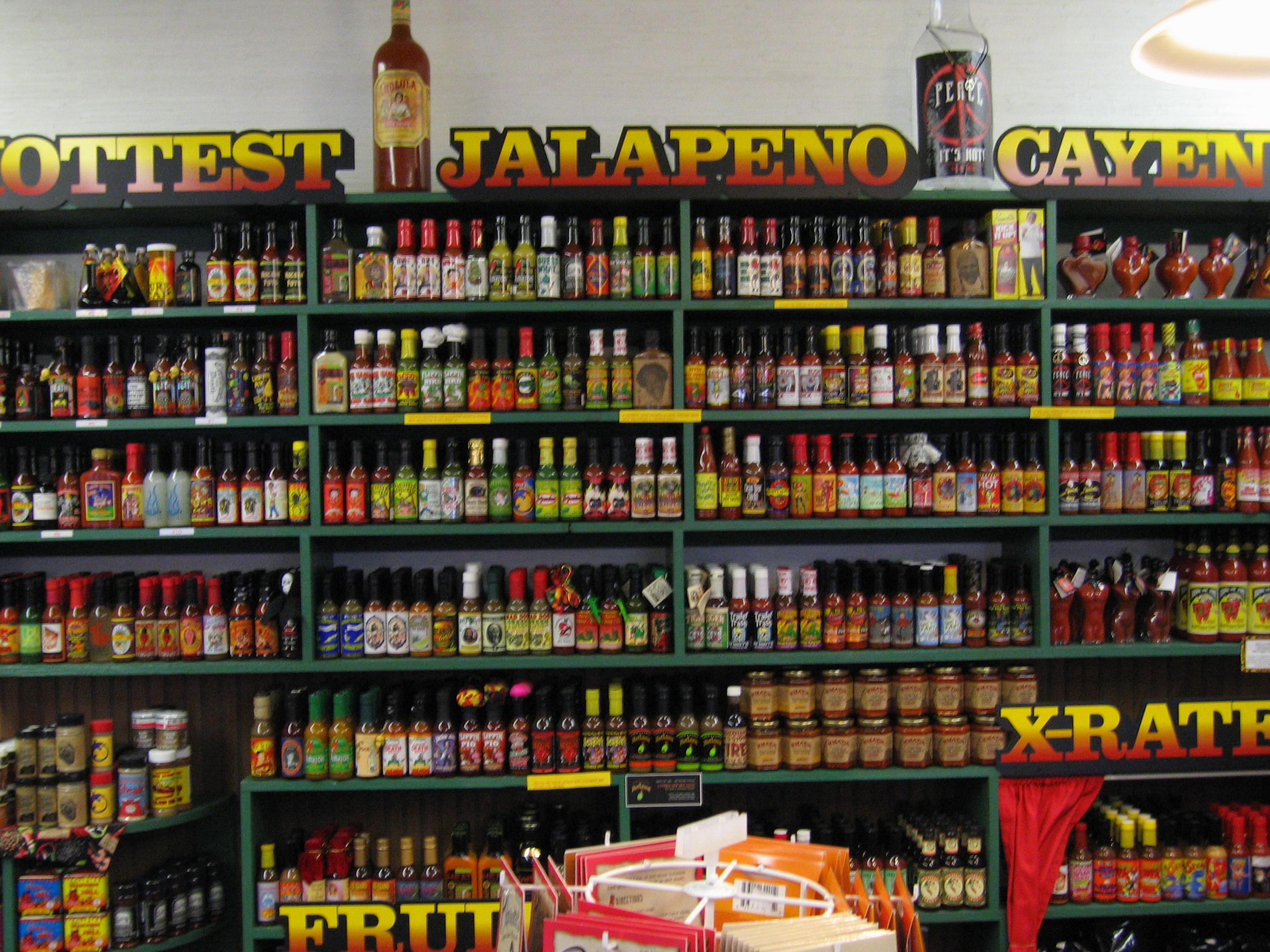
سس تند

سس تند (به انگلیسی: Hot sauce)، سس فلفل قرمز یا سس فلفل به هر نوع سس تند که می‌تواند از انواع فلفل های تند مختلف  و دیگر ترکیبات ساخته شده باشد، گفته می‌شود.
البته به این موضوع هم باید اشاره کرد که مصرف بیش از حد غذاهای تند می‌تواند باعث کج خلقی  شود